# Dietrich Uhlhorn
Dietrich Uhlhorn, mécanicien allemand, a inventé vers 1830 la presse monétaire qui porte son nom.
Cette machine substituait à la pression de la vis du balancier celle exercée par un levier.